# 受体调节剂
受体调节剂（英文：Receptor modulator）或称受体配体（英文：Receptor ligand），是一类内源性或外源性，结合并调节化学受体活性的一类物质。作为配体，它们可作用于受体的不同部分，并可正向、逆向或中性地，且程度不同地调节活性。该类调节剂包括：受体激动剂（Anonist）和受体拮抗剂（Antagonists），以及受体部分激动剂、反向激动剂、正构调节剂和变构调节剂。现代医学中的受体调节剂例如：CFTR调节剂，选择性雄激素受体调节剂（SARMs）和毒蕈碱ACh受体调节剂。

## 分类及功能
受体调节剂依据其起效作用可分为：激动剂、部分激动剂、选择性组织调节剂、拮抗剂和反向激动剂。根据其是否影响所述结果，可进一步分为正构（Orthosteric）或变构（Allosteric）调节剂。
通常，每当化学物质通过与特定受体结合，引发或促进特定反应时，该化合物即作为激动剂的方式起作用。相反，每当化学物质通过特定受体结合，引发阻断或抑制特定反应时，该化合物即作为拮抗剂的方式起作用。在以上定义中的抑制或促进存在一个变量的梯度，如选择性组织调节剂，该调节剂配体可根据其所在的组织类型表现不同。
至于正构调节和变构调节的区别则在于：配体与相关受体结合的方式。如果它直接与受体的结合位点结合，则配体在这种情况下是正构的；如果配体通过在结合位点以外的任何位点结合并与受体相互作用以改变受体构象，即发生变构相互作用并改变酶的活性。
一类药物中的两种特定药物，可能其分类完全不同，即某一种药物可能具有另一种完全不同的生物活性。例如用于治疗阿片类药物成瘾的药品：美沙酮、丁丙诺啡、纳洛酮和纳曲酮都属于单独药物类别或同时存在于多种药物类别中。此外，根据细胞类型的不同或具体作用的不同，无论是激动剂、拮抗剂、反向激动剂等，均可具有独特的特异性作用。例如：胰岛素作为“受体激动剂”，因其作为激动剂与多种不同的细胞类型相互作用。

## 激动剂

### 受体激动剂
受体激动剂是一种与受体结合的化学物质，其诱导结合受体的构象发生变化，并激活下游效应。如常见的鸦片衍生物：海洛因和Toll样受体激动剂。当海洛因与µ-阿片受体结合时，这些阿片类药物作为受体激动剂发挥生理作用。阿片类药物的作用方式，既为浓度依赖（Concentration-dependent）且为受体依赖（Receptor-dependent），这正是激动剂和部分激动剂之间的关键区别。另一个案例是胰岛素，它可以激活细胞受体以促进血糖摄取。 

### 部分激动剂
与完全激动剂（Full agonist）的反应相比，部分激动剂（Partial agonist）是一类可与受体结合而不会引起最大下游反应的化学物质。一个部分激动剂对给定受体的亲和力与下游的影响无关，如丁丙诺啡，这是一类部分阿片受体激动剂，因其比起完全激动剂的更低作用强度，而可用于替代性阿片类药物成瘾治疗。

## 受体拮抗剂
受体拮抗剂是任何给定的配体，它以某种方式与受体结合而不会引起任何即时或下游反应，基本上会中和受体，直到具有更强亲和力的物质去除拮抗剂或拮抗剂本身解除结合。通常，拮抗剂可以通过以下两种方式之一发挥作用：1) 它们可以直接阻断受体，阻止通常的配体结合，例如阿托品阻断特定乙酰胆碱受体以提供重要的医学益处。这是竞争性拮抗作用，因为它们竞争受体上的相同结合位点。 另一种是通过在指定受体位点以外的位点与受体结合，诱导构象变化以防止通常的配体结合并激活下游级联。一种常见和使用的受体拮抗剂是纳洛酮，这是另一种阿片类药物竞争性拮抗剂，通常用于通过完全阻断受体来治疗阿片类药物过量。 进一步的阐述可以在“Orthosteric v.变构调节剂。”

## 反向激动剂
反向激动剂与常规激动剂的不同之处在于它们影响常规激动剂结合的受体，使得结合的受体与它们通常无活性时相比表现出降低的活性。 换句话说，反向拮抗剂以某种方式限制了结合受体的功效。在受体表达或受体敏感性上调可能有害的情况下，这被认为是有益的，因此抑制反应成为最佳手段。一些在治疗中使用反向激动剂的例子包括β 受体阻滞剂、抗组胺药、治疗帕金森病的ACP-103 、抗血压素、治疗肥胖症的药物等等。 